# مسابقات جهانی رالی راید
مسابقات قهرمانی رالی-راید جهانی (به‌طور رسمی به اختصار W2RC) یک سری رالی آفرود است که توسط فدراسیون بین‌المللی اتومبیل‌رانی و فدراسیون بین‌المللی موتورسواری تأیید شده و توسط سازمان ورزشی آموری (ASO) برگزار می‌شود. فصل‌های قهرمانی با عناوین قهرمانی جهان در هر دو دسته اتومبیل و موتور سیکلت برگزار می‌شوند.
با شروع سال ۲۰۲۲، این سری مسابقات جایگزین جام جهانی فیا برای رالی‌های بین کانتری و مسابقات قهرمانی جهانی رالی کراس کانتری فیم به عنوان برترین رده از ورزش رالی راید شد. سازمان ورزشی آموری یا ASO به عنوان مروج و برگزار کننده این سری مسابقات برای یک دوره پنج ساله انتخاب شده است.

## فرمت
مسابقات قهرمانی عمدتاً از دو شکل رالی کراس کانتری تشکیل شده است:
- رالی کراس کانتری: بین چهار تا شش مرحله زمان‌بندی شده. مسافت کلی ۱۲۰۰ کیلومتر
- ماراتن کراس کانتری: بیش از شش مرحله زمان‌بندی شده. مسافت کل ۲۵۰۰ کیلومتر

فرمت کراس کانتری باجا همچنان در مسابقات بین‌المللی جام جهانی فیا برای مسابقات‌های جام جهانی کراس کانتری باخاس و فیم باخاس، جدا از مسابقات قهرمانی جهان، رقابت می‌کنند فعال است.

## دسته‌بندی‌ها و جوایز
این مسابقات دسته‌بندی‌های مختلفی را تحت هر دو کمیته برگزاری فدراسیون بین‌المللی اتومبیل‌رانی و فدراسیون بین‌المللی موتورسواری پوشش می‌دهد.

### دسته‌بندی‌های فیا
- تی۱: نمونه اولیه خودروهای بین‌المللی
- تی۲: سری خودروهای تولیدی بین‌المللی
- تی۳: خودروهای سبک‌وزن پروتوتایپ (نمونه اولیه)
  - مسابقات قهرمانی رالی راید فیا برای رانندگان و کمک رانندگان تی۳.
- تی۴: خودروهای جانبی تولیدی بین کشوری اصلاح شده
  - مسابقات قهرمانی رالی راید فیا برای رانندگان و کمک رانندگان تی۴.
- تی۵: نمونه اولیه و تولید کامیون‌های بین‌المللی
  - مسابقات قهرمانی رالی راید فیا برای رانندگان و کمک رانندگان تی۵.

گروه‌های تی۱، تی۲، تی۳، و تی۴ برای عناوین قهرمانی جهانی رالی راید فیا برای رانندگان، کمک‌رانندگان و سازندگان واجد شرایط هستند. مسابقات قهرمانی اضافی گروه خاص در گروه‌های تی۳، تی۴ و تی۵ نیز اهدا می‌شود.

## قهرمانان

### قهرمانان رالی راید جهانی فیا
| فصل  |                     |                        |                      |
| فصل  | راننده              | کمک راننده             | سازنده               |
| ---- | ------------------- | ---------------------- | -------------------- |
| ۲۰۲۲ | ‌ ناصر العطیه        | ‌ ماتیو باومل           | ‌ تویوتا گازو ریسینگ  |
| ۲۰۲۲ | ‌ سباستین لوب        | ‌ فابیان لورکین         | ‌ تیم X-Raid Mini JCW |
| ۲۰۲۲ | ‌ یزید الراجحی       | ‌ دیرک فون زیتزوویتز    | ‌ بحرین راید اکستریم  |
| ۲۰۲۳ | ‌ ناصر العطیه        | ‌ ماتیو باومل           | ‌ تویوتا گازو ریسینگ  |
| ۲۰۲۳ | ‌ یزید الراجحی       | ‌ تیمو گوتشالک          | ‌ بحرین راید اکستریم  |
| ۲۰۲۳ | ‌ خوان کروز یاکوپینی | ‌ دانیل اولیوراس کارراس | اوتی۳ تیم رالی جی    |

### قهرمانان رالی راید جهانی فیم
| فصل  |                  |                           |
| فصل  | راننده           | سازنده                    |
| ---- | ---------------- | ------------------------- |
| ۲۰۲۲ | ‌ سام ساندرلند    | ‌ مانستر انرژی هوندا       |
| ۲۰۲۲ | ‌ ریکی برابک      | ‌ شرکت ردبول کی‌تی‌ام ریسینگ |
| ۲۰۲۲ | ‌ آدرین ون بورن   | ‌ مسابقه کارخانه گاز ردبول |
| ۲۰۲۳ | ‌ لوسیانو بناویدس | ‌ مانستر انرژی هوندا       |
| ۲۰۲۳ | ‌ توبی پرایس      | ‌ شرکت ردبول کی‌تی‌ام ریسینگ |
| ۲۰۲۳ | ‌ آدرین ون بورن   | ‌ شرکت هوسکوارنا ریسینگ    |